# One on One
«One on One» — сингл американского дуэта Hall & Oates, выпущенный 29 января 1983 года лейблом RCA с их 11-го альбома H2O, достигшим седьмого места в хит-параде Billboard Hot 100 в США.

## История
Сингл достиг позиции № 7 в американском основном хит-параде Billboard Hot 100. Он стал одним из трёх синглов с альбома H2O попавшим в лучшую десятку top-10.
Музыкальное видео снятое режиссёрами Mick Haggerty и C.D. Taylor, изображает Холла, гуляющего по улице города, исполняя песню, вкрапленную кадрами из его выступления на сцене вместе с Оутсом.
Robert Christgau из издания The Village Voice назвал его восьмым лучшим виеоклипом года в ежегодном обзоре критиков Pazz & Jop.

## Чарты

### Еженедельные чарты
| Чарт (1983)                              | Высшая позиция |
| ---------------------------------------- | -------------- |
| Australia (KMR)                          | 77             |
| Canada (RPM) Top Singles                 | 4              |
| Canada Adult Contemporary (RPM)          | 2              |
| New Zealand (Recorded Music NZ)          | 21             |
| UK Singles (Official Charts Company)     | 63             |
| США (Billboard Hot 100)                  | 7              |
| США (Billboard Adult Contemporary)       | 4              |
| США (Billboard Hot R&B/Hip-Hop Songs)    | 8              |
| US Radio & Records CHR/Pop Airplay Chart | 2              |

### Годовые итоговые чарты
| Чарт (1983)                                  | Позиция |
| -------------------------------------------- | ------- |
| Canada RPM Top Singles                       | 58      |
| US Billboard Hot 100                         | 39      |
| US Radio & Records CHR/Pop Airplay Chart     | 20      |
| US Radio & Records Black Radio Airplay Chart | 64      |